# Sainte-Marie d'Aracœli (titre cardinalice)
Le titre cardinalice de Sainte-Marie d'Aracœli, également connu sous le nom de Sainte-Marie-du-Capitole est institué par le pape Léon X le 10 juillet 1517, lors du Consistoire du 1er juillet qui a augmenté de manière significative le nombre de cardinaux.
Dix ans plus tard, dans le Bref apostolique Cum olim felicis recordationis du 17 avril 1527, le pape Clément VII  le supprime. En 1544, le pape Paul III le réadmet provisoirement et Jules III, le 4 décembre 1551, définitivement.
Le titre est attaché à l'église Sainte-Marie d'Aracœli située au sommet du Capitole dans le rione Campitelli à Rome.

## Titulaires
| - Cristoforo Numai, OFM (1517-1527) - Titre supprimé (1527-1544) - Francisco Mendoza de Bobadilla (1545-1550) - Giovanni Michele Saraceni (1551-1557) - Clemente d'Olera (ou Dolera), OFM (1557-1568) - Alessandro Crivelli (ou Cribelli) (1570-1574) - Alessandro Riario (1578-1585) - Giovanni Battista Castrucci (1586-1592) - Francesco Maria del Monte (1592-1611) - Agostino Galamini, OP (1611-1639) - Ascanio Filomarino (1642-1666) - Carlo Roberti de’ Vittori (1667-1673) - Giacomo Franzoni (1673-1685) - Giacomo de Angelis (1686-1695) - Gianfrancesco Negroni (1696-1713) - Giovanni Battista Bussi (1713-1726) - Lorenzo Cozza (1727-1729) - Alamanno Salviati (1730-1733) - Marcello Passari (1733-1741) - Carlo Leopoldo Calcagnini (1743-1746) - Carlo Rezzonico (1747-1755) - Luigi Mattei (1756-1758) - Jean-Théodore de Bavière (1759-1761) | - Baldassare Cenci (1762-1763) - Niccolò Oddi (1766-1767) - Vitaliano Borromeo (1768-1783) - Innocenzo Conti (1783-1785) - Alessandro Mattei (1786-1800) - Francesco Maria Locatelli (1803-1811) - Giovanni Battista Quarantotti (1816-1820) - Fabrizio Turriozzi (1823-1826) - Giacomo Filippo Fransoni (1828-1855) - Francesco Gaude, Ordine Domenicano (1855-1857) - Giuseppe Milesi Pironi Ferretti (1858-1870) - Maximilian Joseph von Tarnóczy (1874-1876) - Mieczysław Halka Ledóchowski (1876-1896) - Francesco Satolli (1896-1903) - Beniamino Cavicchioni (1903-1911) - Diomede Falconio, OFM (1911-1914) - Basilio Pompilj (1914-1917) - Filippo Camassei (1919-1921) - Juan Benlloch y Vivó (1921-1926) - Joseph-Ernest Van Roey (1927-1961) - Juan Landazuri Ricketts, OFM (1962-1997) - Salvatore De Giorgi (1998-) |

## Sources
- (it) Cet article est partiellement ou en totalité issu de l’article de Wikipédia en italien intitulé « Santa Maria in Ara Coeli (titolo cardinalizio) » (voir la liste des auteurs).